# Liu Chuang (judoka)
Liu Chuang (en chino: 劉闖; 27 de diciembre de 1974) es una deportista china que compitió en judo. Ganó una medalla de bronce en los Juegos Asiáticos de 1994, y una medalla de bronce en el Campeonato Asiático de Judo de 1995.

## Palmarés internacional
| Juegos Asiáticos    | Juegos Asiáticos    | Juegos Asiáticos  | Juegos Asiáticos |
| Año                 | Lugar               | Medalla           | Categoría        |
| ------------------- | ------------------- | ----------------- | ---------------- |
| 1994                | Hiroshima (Japón)   | Medalla de bronce | –56 kg           |
| Campeonato Asiático |                     |                   |                  |
| Año                 | Lugar               | Medalla           | Categoría        |
| 1995                | Nueva Delhi (India) | Medalla de bronce | –56 kg           |